# Newton da Silva Maia
Newton da Silva Maia (1900 - 1973), foi um engenheiro e professor universitário brasileiro.

## Biografia
Estudou o curso secundário no Instituto Pernambucano. Ingressou na Escola de Engenharia de Pernambuco aos dezesseis anos, onde se diplomou como Engenheiro Civil, em 1921. No ano seguinte, bacharelou-se em Ciências Físicas e Matemáticas. Iniciou sua vida profissional como estagiário da Companhia Construtora de Cimento Armado, vindo a tornar-se Engenheiro chefe e Gerente. No entanto, cedo optou pelo ensino e, em 1924, ingressou na Escola de Engenharia, onde lecionou, inicialmente, a cadeira de Estradas de Ferro e Rodagem. Em 1928, passou a professor catedrático de Resistência dos Materiais e, posteriormente, de Geometria Analítica e Cálculo Infinitesimal. Foi também professor na Escola de Química, no Curso de Arquitetura e na Faculdade de Filosofia. Lecionou também Matemática e Física em diversos colégios da cidade do Recife. Na Universidade, além de atuar como professor, participou ativamente da fundação do Instituto de Física e Matemática, foi Diretor da Escola de Engenharia de Pernambuco (1960-1964) e Vice-Reitor e Reitor da então Universidade do Recife (1964). Foi também Diretor do Instituto Tecnológico do Estado de Pernambuco (1948-1954). Aposentou-se em 1970.

## Cargos e funções
- Professor Newton da Silva Maia foi Diretor da Escola de Engenharia, atual CTG no período 1960-1964.
- Professor Newton da Silva Maia foi Vice-Reitor da UFPE no mandato 1959-1964.
- Reitor da UFPE - «reitor» da Universidade Federal de Pernambuco (1964)
- Membro do Conselho Deliberativo do CNPq - «1964» «1965» – centro de memória

## Distinções e honrarias

### Prêmio Newton Mais

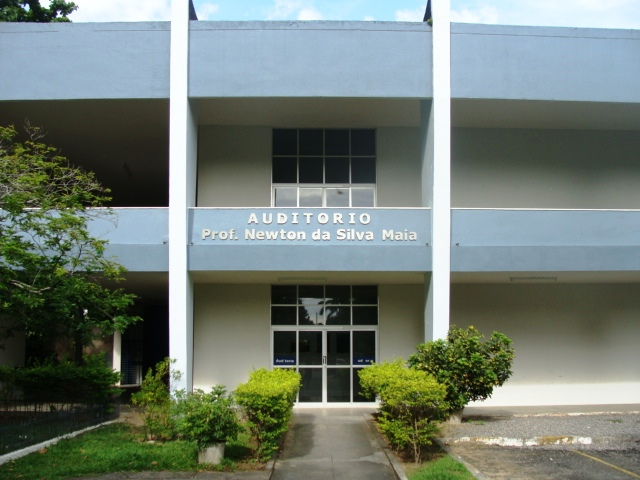
Auditório Newton Maia, Centro de Tecnologia e Geociências UFPE, Recife, Brasil

O prêmio científico instituído ao primeiro classificado na área de Engenharias (CTG) durante cada:
Congresso de Iniciação da UFPE,  «CONIC»  UFPE-CNPq

### Auditório do CTG
O principal auditório do Centro de Tecnologia e Geociências foi batizado em homenagem ao ilustre professor.

### In Memoriam
Professor homenageado in memoriam nas comemorações do centenário da Escola de Engenharia. «Memorial da Engenharia»

## Obra publicada
- Newton S. Maia, Apontamentos para a História da Escola de Engenharia de Pernambuco, «Imp. Universitária Recife»[ligação inativa], 1967.